# Élection présidentielle zambienne de 2021
L'élection présidentielle zambienne de 2021 a lieu le 12 août 2021 afin d'élire le président de la Zambie pour un mandat de cinq ans. Des élections législatives et municipales sont organisées simultanément.
Le scrutin aboutit à une alternance avec la victoire d'Hakainde Hichilema dès le premier tour sur le président sortant Edgar Lungu.

## Contexte
L'élection présidentielle d'août 2016 est remportée de justesse dès le premier tour par le président sortant Edgar Lungu. Ce dernier était arrivé à la présidence en 2015 à la suite du décès en fonction de Michael Sata pour cause de maladie. Organisée de manière anticipée, l'élection de 2015 n'avait cependant porté que sur la continuation du mandat de cinq ans entamé par Sata en 2011, de manière à conserver un cycle d'élections présidentielles et législatives simultanées,,,. Le président sortant achève par conséquent son deuxième mandat en 2021. Or, la Constitution limite à deux le nombre de mandat présidentiels. Un amendement constitutionnel précise cependant en 2016 qu'un mandat présidentiel n'est considéré plein qu'après un minimum de trois ans en fonction. La légalité d'une candidature de Lungu est ainsi confirmée par la Cour constitutionnelle en décembre 2018,, une décision réitérée en juin 2021 à la suite d'un recours de l'opposition.
La gestion du pays par Edgar Lungu en matière d'économie fait l'objet de vives critiques, la Zambie étant qualifiée d'« économie la plus mal gérée d'Afrique » en 2021. Le taux d'inflation y atteint alors 25 %, tandis que le remboursement de la dette absorbe la moitié des recettes du gouvernement en raison des crédits contractés pour le financement de la construction d'infrastructures par des entreprises chinoises. Cette situation conduit la banque centrale zambienne a faire défaut en novembre 2020, un événement qui n'était plus arrivé sur le continent depuis quinze ans,.

## Système électoral
Le président zambien est élu au scrutin uninominal majoritaire à deux tours pour un mandat de cinq ans, renouvelable une seule fois. Est élu le candidat ayant obtenu la majorité absolue des suffrages exprimés au premier tour. À défaut, un second tour est organisé entre les deux candidats ayant obtenu le plus grand nombre de suffrages, et celui qui arrive en tête est déclaré élu,.
Chaque candidat à la présidence se présente accompagné d'un candidat à la vice-présidence dont le rôle est depuis 2016 de mener à son terme le mandat du président élu en cas d'empêchement de celui-ci.

## Résultat
|                          | Hakainde Hichilema Mutale Nalumango | UPND                     | 2 852 348 | 59,02 |  |  |
|                          | Edgar Lungu Nkandu Luo              | PF                       | 1 870 780 | 38,71 |  |  |
|                          | Harry Kalaba Judith Kabemba         | DP                       | 25 231    | 0,52  |  |  |
|                          | Andyford Banda Gerald Mulao         | PAC                      | 19 937    | 0,41  |  |  |
|                          | Fred M'membe Cosmas Musumali        | SP                       | 16 644    | 0,34  |  |  |
|                          | Highvie Hamududu Kasote Singogo     | PNUP                     | 10 480    | 0,22  |  |  |
|                          | Chishala Kateka Samuel Kasanka      | NHP                      | 8 169     | 0,17  |  |  |
|                          | Charles Chanda Simon Mbulu          | UPPZ                     | 6 543     | 0,14  |  |  |
|                          | Lazarus Chisela Rosemary Chivumba   | ZUSD                     | 5 253     | 0,11  |  |  |
|                          | Nevers Mumba Reuben Sambo           | MMD                      | 4 968     | 0,10  |  |  |
|                          | Enock Tonga Bright Chomba           | 3RDLM                    | 3 112     | 0,06  |  |  |
|                          | Trevor Mwamba John Harawa           | UNIP                     | 3 036     | 0,06  |  |  |
|                          | Sean Tembo Henry Muleya             | PEP                      | 1 813     | 0,04  |  |  |
|                          | Stephen Nyirenda Lucy Changwe       | NAREP                    | 1 808     | 0,04  |  |  |
|                          | Kasonde Mwenda Changala Siame       | EFF                      | 1 345     | 0,03  |  |  |
|                          | Richard Silumbe Kaela Kamwenshe     | LM                       | 1 296     | 0,03  |  |  |
|                          |                                     |                          |           |       |  |  |
| Votes valides            | Votes valides                       | Votes valides            | 4 832 763 | 97,45 |  |  |
| Votes blancs et nuls     | Votes blancs et nuls                | Votes blancs et nuls     | 126 569   | 2,55  |  |  |
| Total                    | Total                               | Total                    | 4 959 332 | 100   |  |  |
| Abstention               | Abstention                          | Abstention               | 2 064 167 | 29,39 |  |  |
| Inscrits / participation | Inscrits / participation            | Inscrits / participation | 7 023 499 | 70,61 |  |  |

## Analyse et conséquences
La participation est particulièrement élevée chez les jeunes qui forment de longues queues devant les bureaux de vote le jour du scrutin. Le lendemain, des résultats préliminaires portant sur 31 circonscriptions sur 156 donnent une large avance au principal candidat de l'opposition, Hakainde Hichilema, donnant lieu à des scènes de liesses de la part de ses électeurs. La victoire d'Hichilema est annoncée le 16 août par le président de la commission électorale Esau Chulu.
Entre-temps, le 14 août, Edgar Lungu rejette les résultats du scrutin, dont il demande l'annulation. Le président sortant accuse les violences envers des électeurs du Front patriotique dans trois provinces ayant fait deux morts d'avoir influencé les résultats de la présidentielle. Il affirme également que des représentants du Front patriotique ont été chassés de plusieurs bureaux de vote, laissant les urnes sans protections,. Après l'annonce le 16 août des résultats portant sur 155 circonscriptions sur 156, dans lesquels Hichilema bénéficie d'une très large avance de plus d'un million de voix, Edgar Lungu reconnaît finalement sa défaite le jour même et félicite son concurrent, ouvrant la voie à une alternance sans violences,,.
Hakainde Hichilema entre en fonction le 24 août 2021 après sa prise de serment au Stade national des héros devant une foule de partisans en liesse vêtus de la couleur rouge de l'UPND, ainsi que de plusieurs chefs d'États de la région venus saluer une transition opérée sans violences.